# 플레수어강
플레수어강(Plessur)은 스위스 그라우뷘덴주를 가로지르는 길이가 33 km인 강이며, 라인강의 오른쪽 지류이다. 원천은 플레수어 산맥의 아로자 근처에 있다. 그런 다음 샨피크 계곡을 통과하여 쿠어의 라인강으로 흘러 들어간다.
1914년에 건설된 초기 철근 콘크리트 철도 교량인 랑비저 고가교는 랑비스 근처의 플레수어강에 걸쳐 있다.
주요 지류로는 라비오자, 벨쉬토벨바흐, 자퓌너바흐 및 폰다이어바흐가 있다.